# Bundesstraße 401
Pour les articles homonymes, voir B401 et Route 401.
La Bundesstraße 401 est une Bundesstraße du Land de Basse-Saxe.

## Géographie
La Bundesstraße va de Heede à Oldenbourg. Entre Surwold et Esterwegen, elle fait partie de la Grüne Küstenstraße.
La Bundesstraße 401 commence à la jonction de Dörpen de l'A 31, à environ 3 km à l'est de la frontière avec les Pays-Bas. Après avoir traversé l'Ems, elle est largement parallèle au Küstenkanal, qu'elle coupe deux fois. Ce faisant, elle traverse plusieurs zones de tourbières. Elle se termine à la jonction d'Oldenbourg-Eversten de l'A 28.

## Histoire
La Bundesstrasse 401 est la plus ancienne Bundesstraße de la République fédérale d'Allemagne, qui ne fut pas auparavant une Reichsstrasse avant 1945. Avant l'achèvement du Küstenkanal en 1935, il n'y avait pas de liaison routière continue le long de son tracé ultérieur. Le long du canal Hunte-Ems, précurseur du Küstenkanal dans sa partie orientale, les routes furent goudronnées avant 1935, principalement avec du klinker de Bockhorn. La section ouest de l'Elisabethfehnkanal est construite en même temps que le canal et est achevée en 1935.
La Bundesstrasse 401 commence à l'origine au croisement avec la B 70 à l'est de Dörpen et au sud de la gare de Dörpen. Au cours des premières années, elle ne traverse qu'une seule fois le chenal côtier, à Bockhorst. À l'occasion de la construction de la Bundesautobahn 31 dans les années 1990, la B 401 est prolongée au-delà de la B 70. La B 401 commence maintenant à l'A 31 et passe devant le centre de Dörpen. La section immédiatement à l'est de la B 70 est déplacée du côté nord du Küstenkanal.

## Source
- (de) Cet article est partiellement ou en totalité issu de l’article de Wikipédia en allemand intitulé « Bundesstraße 401 » (voir la liste des auteurs).

1. ↑  (de) « Chronik Jeddeloh », sur jeddeloh.com (consulté le 5 mai 2021)